# George Kunda

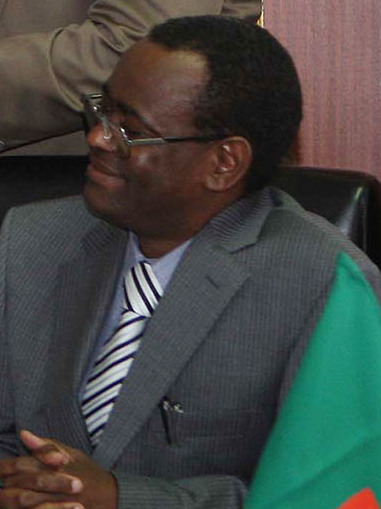
George Kunda, 2010

George Kunda (* 26. Februar 1956 in Luanshya; † 16. April 2012 in Lusaka) war ein sambischer Politiker.

## Karriere
George Kunda studierte und machte sein Juraexamen an der Juristischen Fakultät (Law School) der Universität von Sambia. Bei den Wahlen in Sambia 2006 gewann er für das Movement for Multi-Party Democracy das Mandat Muchinga südöstlich von Serenje in der Nationalversammlung Sambias.
Kunda war Generalstaatsanwalt und Justizminister seit 2001. Er war Vorsitzender der Law Association of Zambia. Während der Kaunda-Diktatur hat er sich als Aktivist für Menschenrechte einen Namen gemacht. Von 2008 bis 2011 fungierte er als Vizepräsident seines Landes.
George Kunda war verheiratet mit Irene Mwezi Kunda. Beide waren Rechtsanwälte in Lusaka.